# دونالد كينغزبيري
دونالد كينغزبيري (بالإنجليزية: Donald Kingsbury)‏ هو رياضياتي كندي، ولد في 12 فبراير 1929 في سان فرانسيسكو في الولايات المتحدة.